# Boa Esperança do Iguaçu
Boa Esperança do Iguaçu is een gemeente in de Braziliaanse deelstaat Paraná. De gemeente telt 2.898 inwoners (schatting 2009).